# Sampson House
Sampson House je název pro kancelářskou budovu, která se nachází v britské metropoli Londýně, západně od galerie Tate Modern, nedaleko železniční trati a mostu Blackfriars Bridge. Jedná se o blok mezi Temží a ulicí Southwark Street. 
Brutalistická budova je nápadná díky fasádě z hrubého betonu, kterou doplňuje obložení a střecha z kovu tmavých barev. Stavba vznikla v letech 1976 až 1979 pro Lloyds Bank. Výsledný architektonický návrh stavby připravila kancelář Ftzroy Robinson & Partners. Dlouhé chodby a rozsáhlé místnosti bez oken byly vynikající pro umístění sálových počítačů. Budova měla rovněž ve své době unikátní systém recyklace energie a využití tepla. Měla rovněž i podzemní zásoby paliv a byla navržena na životnost 125 let. 
V roce 2005 byla budova prodána soukromému investorovi. Do roku 2018 ji měla využívat společnost IBM. V podzemních podlažích stavby umístila rozsáhlá datová centra pro britskou centrálu firmy. 
V roce 2013 bylo nicméně místní samosprávou rozhodnuto o výhledové likvidaci stavby a jejím nahrazení obytnými bloky se 7 až 34 patry. Demolice Sampson House byla zahájena v lednu 2019. Kvůli novým obytným domům bude muset být zbourán také nedaleký Ludgate House.